# آبچلیک غربی
آبچلیک غربی (نام علمی: Calidris mauri) ، نام یک گونه از سرده تلیله است.